# Церква Воскресіння Христового (Милівці)
Церква Воскресіння Христового в Милівцях — парафія і храм православної громади Чортківського деканату Тернопільсько-Теребовлянської єпархії Православної церкви України в селі Милівці Чортківського району Тернопільської области.

## Історія
У селі Милівцях існувала дерев'яна церква Успіння Пресвятої Богородиці. На її місці з 1906 по 1910 рік збудували новий мурований храм, який освятили на честь Воскресіння Христового. Іконостас для нього виготовили майстер із села Заболотівка та один із парафіян. За часів священника Ковалюка церкву розписали художник Стактичний та Петро Багрій.
У 1961 році храм закрили, а його приміщення використовували як музей. Служби тоді проводили біля фігури Матері Божої, яку, на жаль, знищили в червні 1965 року.
У 1998 році духовне життя відродилося, і фігуру Матері Божої відновили. У 2010 році священник Богдан Гагавчук разом з парафіянами відсвяткував 100-річний ювілей храму.
15 грудня 2018 року храм і парафія приєдналися до ПЦУ.
На церковному подвір'ї розташовані дві каплички — Матері Божої та Ісуса Христа.

## Парохи
- о. Канавай, Волинський, Галабарда, ігумен Пеленський (~1911—1925)
- о. Василь Журавський (до 1928)
- о. Дем'ян Ковалюк (від 1928)
- о. Савіцький, Колодій, Юрій Когутях (~1932—1938)
- о. Мар'ян Лютак, Михайло Соболевський (~1949—1958)
- о. Ружчицький (1959—1960)
- о. Ярослав Матвіїв (1961)
- о. Михайло Шевчук, Василь Мариньовський (~1987—1992)
- о. Петро Кравчук (1992—2009)
- о. Богдан Гагавчук (від 2009 донині).